# Néstor Flores Fica
Néstor Flores Fica (23 de septiembre de 1969) es un publicista y escritor chileno.
Sus primeros cuentos fueron publicados en 1991. Uno de ellos, La máquina, fue antologado en el libro Años luz, de la Universidad de Valparaíso, que reúne a los 32 mejores escritores de ciencia ficción y fantasía chilenos, de 1890 a la fecha.
Su primera novela, Cabeza de Iguana, fue publicada en 2003. Con ella obtuvo el primer lugar en el Concurso de Publicaciones Literarias del Gobierno de Valparaíso. En el año 2006, la editorial Puerto de Escape publica Barcelona, libro que contiene tres thrillers ambientados en Valparaíso. El 2012 Editorial Tiranosaurio rex publica su novela-comedia "Si Forrest Gump hubiese sido chileno". Dos años después, en el 2014, sale a la luz "La gamba de Parra", e-book de diseño y antipoesía chilena que conmemora os cien años del Natalicio de Nicanor Parra. El 2015 "El fantasma del bar La Playa", novela-terror publicado por Puerto de escape. 
Como publicista, es especialista en redacción creativa.
Debido principalmente a que el padre del escritor era un fanático albo que solía llevarlo al estadio y repetirle que nunca vio un mejor  Colo Colo que aquel que integraban los Robledo, Flores comenzó a investigar para su tercer libro, que titulará Ted y estará dedicado al hermano del futbolista  Jorge Robledo, Eduardo, desaparecido inexplicablemente en 1970 cuando iba a bordo de un barco.
Durante la investigación para su próxima novela, que pretende dilucidar los misterios alrededor de la vida del carismático futbolista chileno Eduardo Robledo descubrió que en la carátula del disco de John Lennon “Walls and Bridges”, el propio Lennon dibujó a Jorge Oliver Robledo cuando ambos deportistas defendían al  Newcastle United de Inglaterra en 1952.
Una nueva investigación iniciada en el 2010, en la que buscaba reconstruir de manera exacta el salón de Los Siete Espejos, el burdel más legendario de Valparaíso en los años 40, 50 y 60, dio origen a su último libro, titulado precisamente 'Los siete espejos, cuentos verdaderos'. Se trata de una novela desarrollada en forma de fix-up. 
Actualmente vive en Quilpué.

## Libros
- Flores Fica, Néstor (2003). Cabeza de Iguana. Novela Policial. Editorial del Gobierno Regional de Valparaíso. ISBN 978-956-7944-47-7.

- Flores Fica, Néstor (2006). Barcelona. Novela Policial. Editorial Puerto de Escape. p. 280. ISBN 978-956-3102-38-0 |isbn= incorrecto (ayuda).

- Flores Fica, Néstor (2012). Si Forest Gump hubiese sido chileno. Novela Comedia. Tiranosaurio rex.

- Flores Fica, Néstor (2014). La gamba de Parra. e-book de diseño y antipoesía.

- Flores Fica, Néstor (2015). El Fantasma del bar La Playa. Novela Terror. Puerto de Escape.

- Flores Fica, Néstor (2016). Revolver punto docs. Cuentos de Terror. Puerto de Escape.

- Flores Fica, Néstor (2019). DPA, cien años del Deportivo de Playa Ancha. Investigación histórica. Independiente.
- Flores Fica, Néstor (2020). La misteriosa desaparición de Ted Robledo. Novela. Independiente.
- Flores Fica, Néstor (2024). Los siete espejos. Fix-up, novela. Emergencia Narrativa.